# ラポルテ (商業施設)
ラポルテ（LAPORTE）は、兵庫県芦屋市にあり、芦屋都市管理株式会社によって管理される商業施設。

## 概要
建物は本館（1 - 6階）、西館（1 - 2階）、東館（地下3 - 地上3階）、北館（地下3 - 地上2階）、及びホテル竹園芦屋（読売ジャイアンツの甲子園遠征時宿舎として有名）から成る。それぞれの建物は地上2階で接続されている。本館は地上2階で芦屋駅 (JR西日本)と接続している。地下には700台駐車可能な駐車場が設けられている。